# Даніель Прево
Даніель Прево (фр. Daniel Prévost, нар.20 жовтня 1939 Гарш, О-де-Сен, Франція)  — французький комедійний актор.

## Життєпис

### Навчання
Закінчив акторську студію, що на вулиці Бланш в Парижі.

### Актор
На сцені з 1964 року. Працював у театрах. Перша роль в кіно 1966, зіграв у італо-французькій комедії Філіпа де Брока «Король чирва».
Знімався у комедіях Жана Янна, Мішеля Одіара, Жоржа Лотнера, П'єра Рішара, Жана Жиро, Дідьє Камінка, Франсіса Вебера.

### Нагороди
- 1990–1991  — номінація на премію «Сезар».
- 1999  — «Сезар», за акторську роль у фільмі Фрнсіса Вебера «Вечеря з недоуком».
- 1999  — «Сезар» за фільм «Уран».

### Сімейне життя
Вдівець. Дружина Джета Превост. Троє дітей.

### Фільмографія
| Рік  | Назва українською                 | Оригінальна назва                                      | країна                       | роль                       |
| ---- | --------------------------------- | ------------------------------------------------------ | ---------------------------- | -------------------------- |
| 2009 | Невловимий Люк                    | Lucky Luke                                             | Франція                      |                            |
| 2009 | Маленький Ніколя                  | Le Petit Nicolas                                       | Бельгія, Франція             | пан Мушебум                |
| 2008 | Чоловік та його собака            | Un homme et son chien                                  | Франція                      | епізод                     |
| 2008 | Високий музей, низький музей      | Musée haut, musée bas                                  | Франція                      |                            |
| 2007 | Месьє Жозеф                       | Monsieur Joseph                                        | Бельгія, Франція             | месьє Жозеф (головна роль) |
| 2006 | Будинок зі знижкою                | La Maison du bonheur                                   | Франція                      |                            |
| 2003 | Тільки не в губи                  | Pas sur la bouche                                      | Франція, Швейцарія           |                            |
| 2003 | Вольпоне                          | Volpone                                                | Франція                      |                            |
| 2002 | Як скажеш                         | Mon idole                                              | Франція                      | Бальбо                     |
| 2001 | Злочин в раю                      | Un crime au paradis                                    | Франція                      |                            |
| 2001 | Це правда, якщо я брешу           | La Vérité si je mens! 2                                | Франція                      |                            |
| 1999 | Астерікс і Обелікс проти Цезаря   | Asterix et Obelix contre Cesar                         | Франція, Німеччина, Італія   | Пролікс                    |
| 1998 | Вечеря з недоуком                 | Le Dîner de cons                                       | Франція                      | Люсьєн Шеваль              |
| 1998 | Крик кохання                      | Un grand cri d'amour                                   | Франція                      |                            |
| 1997 | Головою об стіну                  | Droit dans le mur                                      | Франція                      | Лукіно                     |
| 1996 | Штучний шлюб                      | Ma femme me quitte                                     | Франція                      |                            |
| 1996 | Небезпечна професія               | The Best Job in the World''                            | Франція                      |                            |
| 1994 | Полковник Шабер                   | Le Colonel Chabert                                     | Франція                      |                            |
| 1993 | Безумний день у матусі            | Une journée chez ma mère                               | Франція                      |                            |
| 1992 | Рум сервіс: Гангстерська оперета  | Room Service                                           | Франція                      | Франк                      |
| 1990 | Уран                              | Uranus                                                 | Франція                      |                            |
| 1985 | Сцени із життя                    | Tranches de vie                                        | Франція                      |                            |
| 1979 | Партнер                           | L'Associé                                              | Угорщина, Німеччина, Франція |                            |
| 1976 | Знайомство за шлюбним оголошенням | Cours après moi que je t'attrape                       | Франція                      | Шамфен                     |
| 1975 | Занадто — це занадто              | Trop c'est trop                                        | Франція                      |                            |
| 1974 | Жюльєта та Жюльєта                | Juliette et Juliette                                   | Франція, Італія              |                            |
| 1973 | Я нічого не знаю, але скажу все   | Je sais rien, mais je dirai tout                       | Франція                      | Морель                     |
| 1973 | Гарне дільце                      | La Belle affaire                                       | Франція                      |                            |
| 1973 | Коньсьєрж                         | La Concierge                                           | Франція                      |                            |
| 1972 | Всі прекрасні, всі добрі          | Tout le monde il est beau, tout le monde il est gentil | Італія, Франція              | Сільвестр                  |
| 1972 | Бовкає, краде… інколи вбиває      | Elle cause plus, elle flingue                          | Італія, Франція              | перший інспектор           |
| 1970 | Нехай звучить вальс               | Laisse aller, c'est une valse                          | Франція                      |                            |
| 1969 | Еротісімо                         | Erotissimo                                             | Франція                      |                            |
| 1966 | Король чирва                      | Le Roi de coeur                                        | Італія, Франція              | епізод (у титрах немає)    |